# Соколовица
Соколовица (укр. Соколовиця) — село в Пасечнянской сельской общине Надворнянского района Ивано-Франковской области Украины.
Население по данным 2024 года составляло 52 человека. Занимает площадь 1.3 км². Почтовый индекс — 78432. Телефонный код — 03475.